# Francisco Manuel Blanco

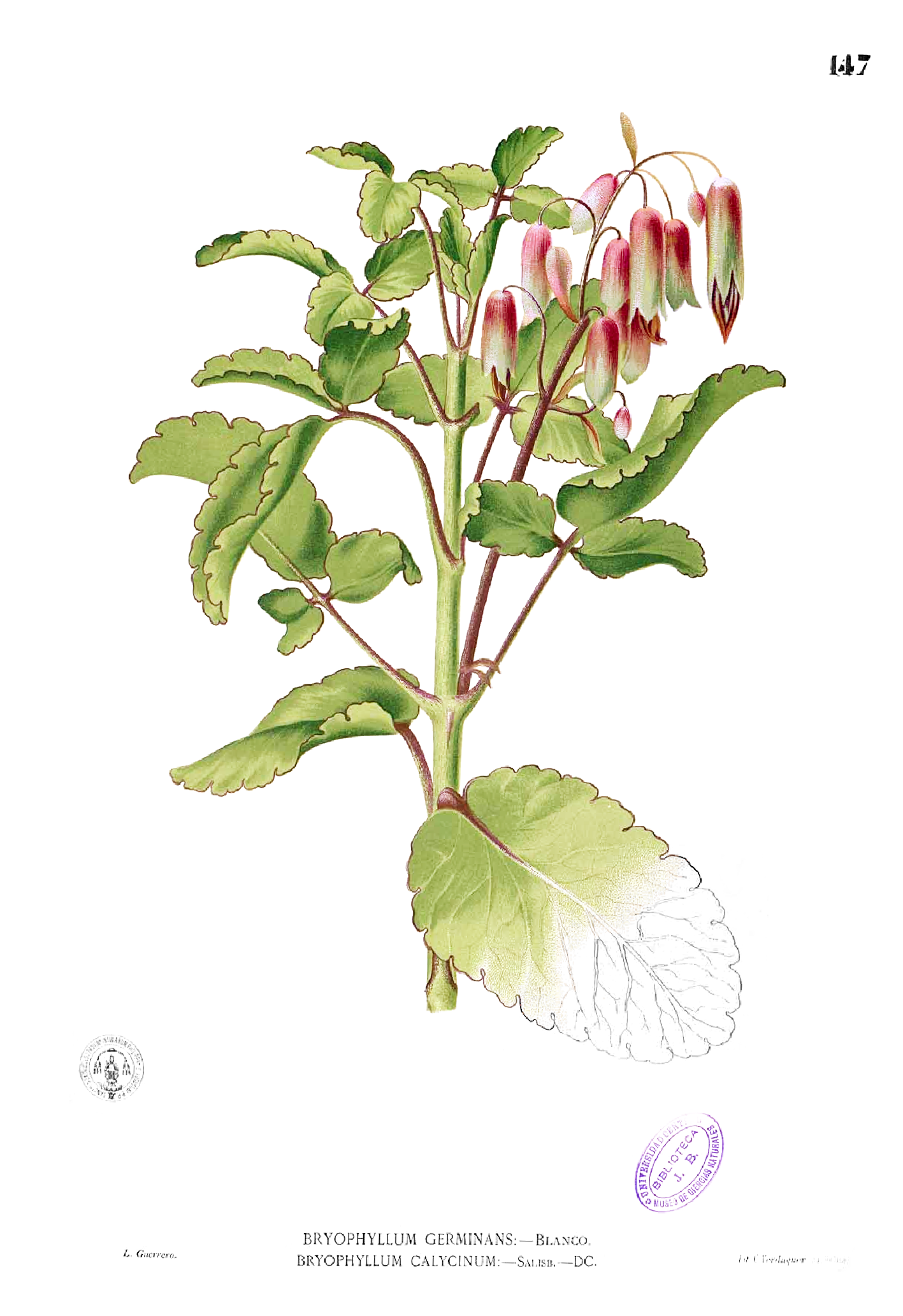
Kalanchoe pinnata, ilustrace v Blancově Flora de Filipinas

Francisco Manuel Blanco (1778 Navianos – 1845 Manila) byl španělský mnich a botanik.

## Život
Byl členem řádu augustiniánů. Jeho první působiště bylo v Angatu v provincii Bulacan na Filipínách. Poté byl pověřen mnoha úkoly na různých místech. Ke konci života byl poslán na vlastní žádost do Manily a cestoval po celém souostroví. Je autorem prvního celistvého díla, popisujícího flóru na Filipínách: Flora de Filipinas. Según el sistema de Linneo. První dvě vydání byla bez ilustrací (Manila, 1837 a 1845). Celestine Fernandez Villar (1838-1907) se spolupracovníky vydal ilustrovanou verzi díla v letech 1877 až 1883.
Botanik Carl Ludwig Blume (1789-1862) pojmenoval na jeho počest rod Blancoa z čeledi Palmae.

## Dílo
- Flora de Filipinas. Según el sistema sexual de Linneo, Manila: 1837.
- Flora de Filipinas. Según el sistema sexual de Linneo... Segunda impression &c., Manila: 1845.
- Flora de Filipinas, según el sistema sexual de Linneo. Adicionada con el manuscrito inédito del. fr. Ignacio Mercado, las obras del fr. Antonio Llanos, y de un apéndice con todas las nuevas investigaciones botanicas referentes al archipiélago Filifino [sic]. Gran edicion., Manila: 1877-1883